# Andrea D'Angelo
Pour les articles homonymes, voir D'Angelo.
Andrea D'Angelo, (Trieste, 1972) dit « Sboub Andrea » est un écrivain italien de fantasy contemporain.

## Biographie
Andrea D'Angelo a publié quatre livres : une trilogie et un roman. En 2004, il a été finaliste du Premio Italia avec La Fortezza, et en 2006 avec La Rocca dei Silenzi.